# Oleksandr Shovkovskyi
Olexander Volodimirovitch Shovkovski - em ucraniano, Олександр Володимирович Шовковський (Quieve, 2 de janeiro de 1975) é um treinador e ex-futebolista ucraniano que atuava como goleiro. Atualmente comanda o Dínamo de Kiev.

## Grafia

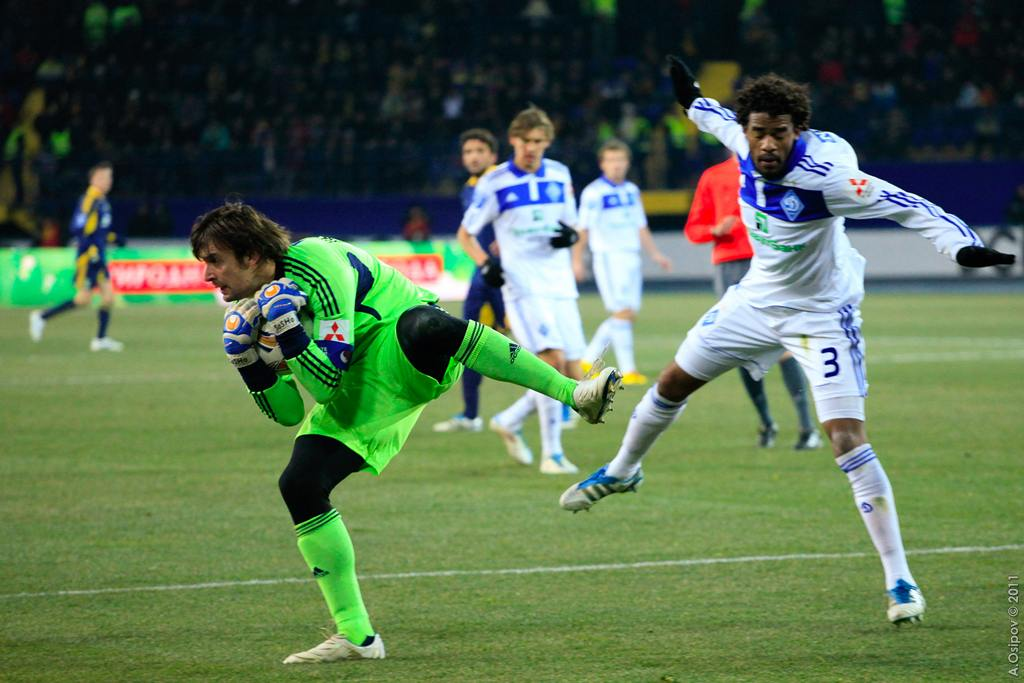

Devido ao fato do ucraniano usar o alfabeto cirílico, o nome do jogador pode ser grafado de formas diferentes quando escrito no alfabeto latino. O site do Dínamo de Quieve mostra a forma latina Oleksandr Shovkovskyy, entretanto a forma Olexander Shovkovski é mais próxima do português. O seu nome também é grafado Shovkovskiy, Shovkovs'kyi e Shovkovskyi.

Seu nome também é as vezes russificado para Alexander Vladimirovitch Shovkovski (no alfabeto cirílico, Александр Владимирович Шовковский).

## Carreira
Atua pelo Dínamo desde 1993. Um dos jogadores mais veteranos do Dínamo, participou de 11 das 12 conquistas da equipe na Vischa Liha, sendo discípulo do mítico Valéri Labonovski no Dínamo e na seleção ucraniana. 
Veterano também na Seleção, a qual defende desde 1994, integrou a primeira equipe do país em uma Copa do Mundo, a de 2006. Shovkovski deu um brilho solitário à equipe quando fechou o gol no tempo normal de na prorrogação contra a seleção suíça, nas oitavas de final, defendendo ainda duas cobranças na disputa de pênaltis e ajudando a equipe a chegar até às quartas. 

## Títulos

### Como Treinador:
Dínamo de Kiev
- Premier-Liha: 2024–25